# Arlette Didier
Pour les articles homonymes, voir Didier.
Arlette Didier est une comédienne française née le 20 octobre 1933 à Paris. Elle fut révélée au public lors de plusieurs apparitions dans l'émission Au théâtre ce soir de Pierre Sabbagh. Elle tourna aussi dans plusieurs films et films TV, principalement dans les années 1970-1980. Elle participa régulièrement aux Grosses Têtes de Philippe Bouvard sur RTL durant les années 1980.

## Biographie
Ses parents tiennent un magasin de nouveautés. Une de ses arrière-grands-mères est gitane.
En 2006, elle publie un livre de souvenirs : Fous rires de coulisses (Editions Publibook).

## Filmographie

### Cinéma
- 1961 : Les lâches vivent d'espoir de Claude Bernard-Aubert
- 1964 : Mort, où est ta victoire ? de Hervé Bromberger
- 1965 : Le Petit Monstre de Jean-Paul Sassy
- 1973 : Les Volets clos de Jean-Claude Brialy
- 1981 : La Maison Tellier de Pierre Chevalier
- 1981 : Le jour se lève et les conneries commencent de Claude Mulot
- 1981 : Olsen-banden over alle bjerge de Erik Balling
- 1982 : On n'est pas sorti de l'auberge de Max Pécas
- 1988 : Bernadette de Jean Delannoy
- 1992 : IP 5 - L'Île aux pachydermes de Jean-Jacques Beineix : Arlouse
- 1992 : Voyage à Rome de Michel Lengliney
- 2004 : Le Cou de la girafe de Safy Nebbou

### Télévision
- 1964 : L'Enlèvement d'Antoine Bigut de Jacques Doniol-Valcroze
- 1965 : Ni figue ni raisin de Jacques Rozier
- 1967 : Rue barrée de André Versini
- 1967 : Le Fabuleux Grimoire de Nicolas Flamel, épisode de la série  Le Tribunal de l'impossible de Guy Lessertisseur : Dame Pernelle
- 1968 : Karine de Claude Deflandre
- 1969 : Candice, ce n'est pas sérieux de Lazare Iglesis
- 1970 : Les Fiancés de Loches de Georges Feydeau, réalisation Pierre Badel
- 1972 : Barbe-Bleue
- 1973 : Un certain Richard Dorian d'Abder Isker
- 1976-1978 : Minichronique, série télévisée de René Goscinny et Jean-Marie Coldefy : Mathilde Boulon
- 1976 : Les Incorrigibles d'Abder Isker
- 1983 : Le Tartuffe de Molière, réalisation Marlène Bertin
- 1989 : Les Enquêtes du commissaire Maigret, épisode : L'Amoureux de Madame Maigret de James Thor
- 1990 : Tribunal, Le Tunnel de l'enfer de Georges Bensoussan
- 1991 : Cas de divorce, Duchesne contre Duchesne de Gérard Espinasse
- 1992 : La Puce à l'oreille de Georges Feydeau, réalisation Yves Di Tullio
- 2010 : Délit de fuites de Jean-Claude Islert

### Au théâtre ce soir
- 1966 : J'y suis, j'y reste de Raymond Vincy et Jean Valmy, mise en scène Jean Valmy, réalisation Pierre Sabbagh, Théâtre Marigny
- 1967 : Mon bébé de Maurice Hennequin d'après Baby Mine de Margaret Mayo, mise en scène Jacques-Henri Duval, réalisation Pierre Sabbagh, Théâtre Marigny
- 1967 : Le Rayon des jouets de Jacques Deval, mise en scène Jean Mercure, réalisation Pierre Sabbagh, Théâtre Marigny
- 1968 : Azaïs de Georges Berr et Louis Verneuil, mise en scène Jean Le Poulain, réalisation Pierre Sabbagh, Théâtre Marigny
- 1968 : Le Minotaure de Marcel Aymé, mise en scène Jean Le Poulain, réalisation Pierre Sabbagh, Théâtre Marigny
- 1969 : Rappelez-moi votre nom de Jean-Maurice Lassebry, mise en scène Jacques-Henri Duval, réalisation Pierre Sabbagh, Théâtre Marigny
- 1970 : Le Bourgeois gentilhomme de Molière, mise en scène Jean Le Poulain, réalisation Pierre Sabbagh, Théâtre Marigny
- 1970 : L'amour vient en jouant de Jean Bernard-Luc, mise en scène Michel Roux, réalisation Pierre Sabbagh, Théâtre Marigny
- 1971 : Une histoire de brigands de Jacques Deval, mise en scène Jacques Mauclair, réalisation Pierre Sabbagh, Théâtre Marigny
- 1972 : Mascarin de José-André Lacour, mise en scène Michel de Ré, réalisation Georges Folgoas, Théâtre Marigny
- 1973 : La Nuit des rois de William Shakespeare, mise en scène Jean Le Poulain, réalisation Georges Folgoas, Théâtre Marigny
- 1973 : Pétrus de Marcel Achard, mise en scène Jean Le Poulain, réalisation Georges Folgoas, Théâtre Marigny
- 1975 : La Mandragore de Roland Jouve d'après Machiavel, mise en scène Jacques Ardouin, réalisation Pierre Sabbagh, théâtre Édouard VII
- 1976 : Le monsieur qui a perdu ses clés de Michel Perrin, mise en scène Robert Manuel, réalisation Pierre Sabbagh, Théâtre Édouard VII
- 1977 : Les Deux Vierges de Jean-Jacques Bricaire et Maurice Lasaygues, mise en scène Robert Manuel, réalisation Pierre Sabbagh, Théâtre Marigny
- 1978 : Jérôme des nuages de Guillaume Hanoteau, mise en scène Jacques Mauclair, réalisation Pierre Sabbagh, Théâtre Marigny
- 1984 : Le Malade imaginaire de Molière, mise en scène Jean Le Poulain, réalisation Pierre Sabbagh, Théâtre Marigny
- 1984 : Dom Juan de Molière, mise en scène Robert Manuel, réalisation Pierre Sabbagh, Théâtre Marigny

## Théâtre
- 1959 : Bidule avec Roger Nicolas, Théâtre L'Européen
- 1961 : Le Petit bouchon de Michel André, mise en scène Jacques Mauclair, Théâtre des Variétés
- 1962 : La Contessa ou la Volupté d'être de Maurice Druon, mise en scène Jean Le Poulain, Théâtre de Paris
- 1964 : Comment réussir dans les affaires sans vraiment se fatiguer de Frank Loesser et Abe Burrows, mise en scène Pierre Mondy, Théâtre de Paris
- 1964 : Quand épousez-vous ma femme Théâtre du Vaudeville
- 1964 : Le Minotaure de Marcel Aymé, mise en scène Jean Le Poulain, Théâtre des Bouffes-Parisiens
- 1966 : Tête de bulle de Jean-Jacques Forestier, mise en scène Michel Vocoret, Théâtre Charles de Rochefort
- 1966 : Drôle de couple de Neil Simon, mise en scène Pierre Mondy, Théâtre de la Renaissance
- 1967 : Extra-Muros de Raymond Devos, mise en scène de l'auteur, Théâtre des Variétés
- 1968 : Désiré de Sacha Guitry, mise en scène Pierre Dux, Théâtre du Palais-Royal
- 1968 : Le Renard et la grenouille de Sacha Guitry, mise en scène Pierre Dux, Théâtre du Palais-Royal
- 1969 : Quand les tilleuls mentent avec Roger Nicolas et Pierre Doris, Théâtre L'Européen
- 1969 : Le Marchand de soleil comédie musicale de Robert Thomas et Jacques Mareuil, mise en scène Robert Manuel, Théâtre Mogador
- 1969 : Le Bourgeois gentilhomme de Molière, mise en scène Jean Le Poulain, Festival d'Arles
- 1970 : L'Amour masqué de Sacha Guitry et André Messager, mise en scène Jean-Pierre Grenier, Théâtre du Palais-Royal
- 1972 : Barbe-Bleue opéra-bouffe de Jacques Offenbach, livret Henri Meilhac et Ludovic Halévy, mise en scène Maurice Lehmann, Théâtre de Paris
- 1972 : Le Saut du lit de Ray Cooney et John Chapman, mise en scène Jean Le Poulain, Théâtre Montparnasse
- 1973 : Le Bourgeois gentilhomme de Molière, mise en scène Jean Le Poulain, Théâtre Mogador
- 1974 : Le Bourgeois gentilhomme de Molière, mise en scène Jean Le Poulain, Versailles
- 1974 : Les Aventures de Tom Jones de Jean Marsan et Jacques Debronckart d'après Henry Fielding, mise en scène René Clermont, Théâtre de Paris
- 1975 : Les Deux Vierges de Jean-Jacques Bricaire & Maurice Lasaygues, mise en scène Robert Manuel, Théâtre des Nouveautés
- 1981 : Joyeuses Pâques de Jean Poiret, mise en scène Pierre Mondy, Théâtre du Palais-Royal, Théâtre de la Michodière
- 1982 : L'Amant militaire de Carlo Goldoni, mise en scène Dominique Ferrier
- 1992 : Knock ou le triomphe de la médecine de Jules Romains, mise en scène Pierre Mondy, Théâtre de la Porte-Saint-Martin
- 1996 : La Puce à l'oreille de Georges Feydeau, mise en scène Bernard Murat, Théâtre des Variétés
- 1997 : La Puce à l'oreille de Georges Feydeau, mise en scène Bernard Murat,     Théâtre des Variétés